# Debetkort
Debetkort er et betalingskort. Det bedst kendte kort med to betalingsmuligheder er Visa/Dankortet, hvor både Visadelen og Dankortdelen er debetkort.
Dankortet er et dansk udstedt debetkort, som kun kan bruges i Danmark.
Ved et debetkort bliver købsbeløbet trukket fra ens konto umiddelbart efter, at man har brugt sit kort.
Når man betaler med et debetkort med saldokontrol, som fx Visa Electron og MasterCard Debet, kan man højst købe for det beløb, der står på kontoen.